# 中国驻阿克托别总领事馆
中华人民共和国驻阿克托别总领事馆，简称中国驻阿克托别总领事馆，是中国设立于哈萨克斯坦阿克托别州阿克托别的总领事馆。馆址位于哈萨克斯坦阿克托别州阿克托别312步兵师大街3号（№3, 312 Strelkovoy Divizii Ave.）。

## 历史沿革
2022年6月，中国国务委员兼外交部长王毅赴哈萨克斯坦出席“中国+中亚五国”外长第三次会晤。当地时间7日，王毅在努尔苏丹同哈萨克斯坦副总理兼外长特列乌别尔季举行会谈。双方就分别在西安和阿克托别互设总领事馆达成一致。
2022年9月14日，中国、哈萨克斯坦两国有关部门签署经贸、互联互通、金融、水利、新闻媒体等领域多项双边合作文件。双方决定，将在西安、阿克托别互设总领事馆。
2024年7月30日，中国驻哈萨克斯坦阿克托别总领事馆举行开馆仪式。
此前，中国在哈设有驻阿拉木图总领事馆。